# Funivia di Amanohashidate
La funivia di Amanohashidate (天橋立ケーブルカー?, Amanohashidate Kēburukā), chiamata anche funicolare di funivia Kasamatsu (傘松ケーブル?, Kasamatsu Kēburu), è una funicolare gestita da Tango Kairiku Kōtsū e situata a Miyazu, nella prefettura di Kyoto. Accanto alla funicolare corre una funivia.
La stazione di Amanohashidate, sulla linea Miyazu della Kyoto Tango Railway, si trova lungo il percorso di pellegrinaggio da Amanohashidate, uno delle tre vedute più famose del Giappone, attraverso il parco Kusamatsu fino al tempio Nariai-ji.

## Storia
Il 5 dicembre 1925 fu fondata la Ferrovia elettrica Seiso, la funicolare fu inaugurata nel 1927. Lo stesso anno la società cambia nome in Funivia di Amanohashidate.

## Caratteristiche

### Linea
La funicolare è costituita da un unico binario con raccordo centrale.
- Lunghezza: 0,4 km
- Dislivello: 130 m
- Pendenza: 46,1%
- Scartamento ferroviario: 1067 mm
- Numero di stazioni: 2

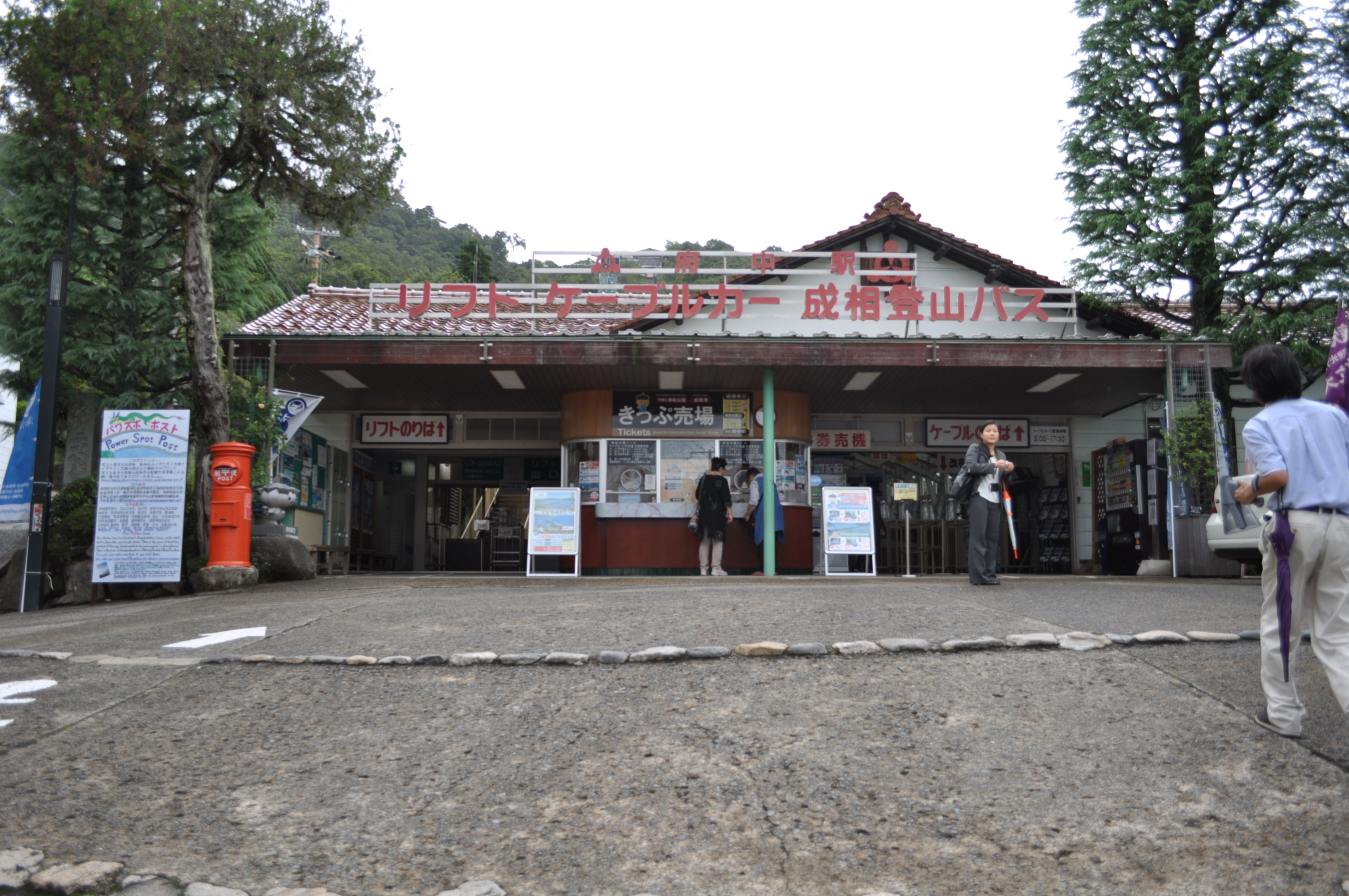
Stazione Fuchu
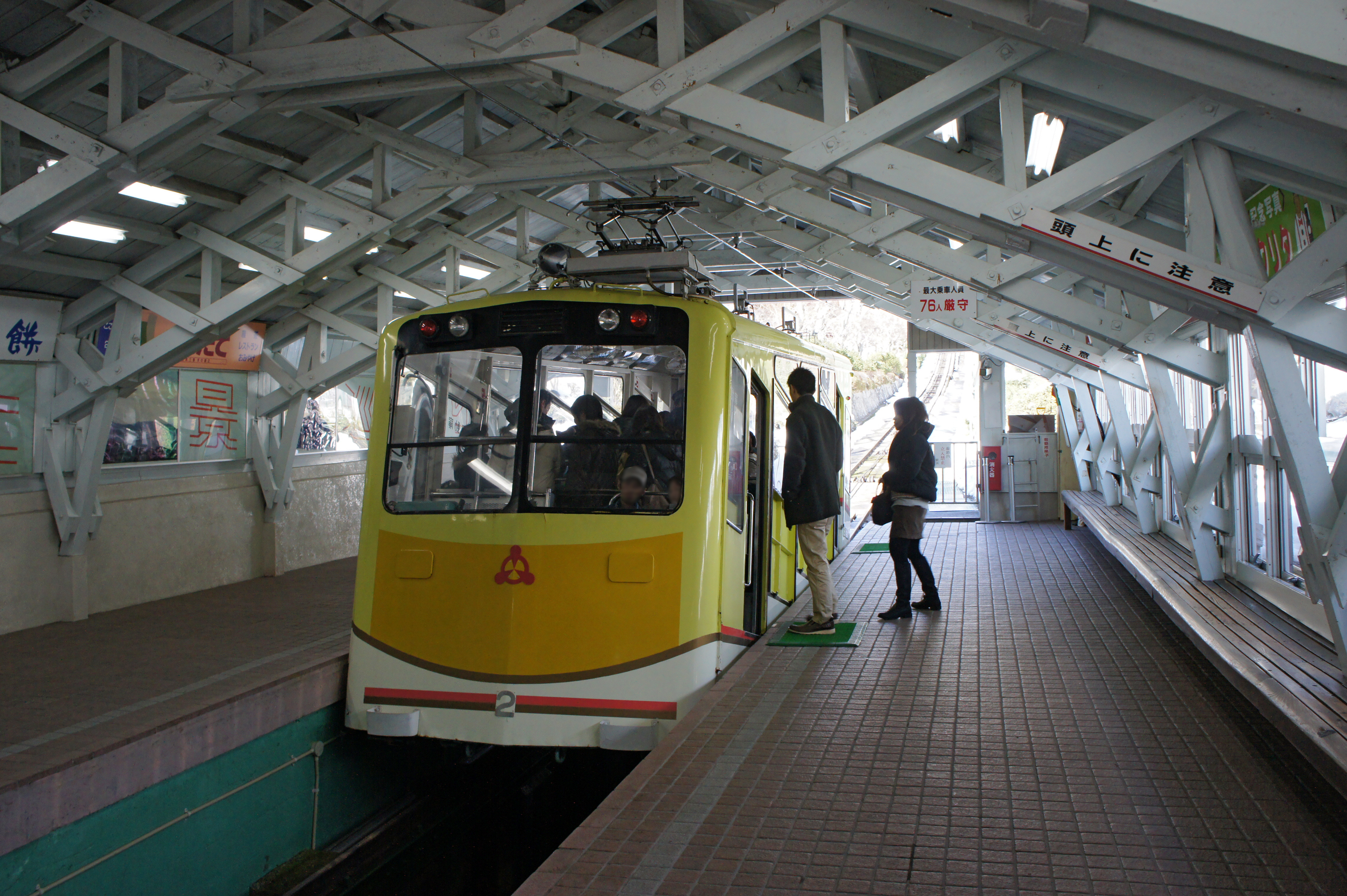
Veduta della funicolare nella stazione inferiore di Fuchu
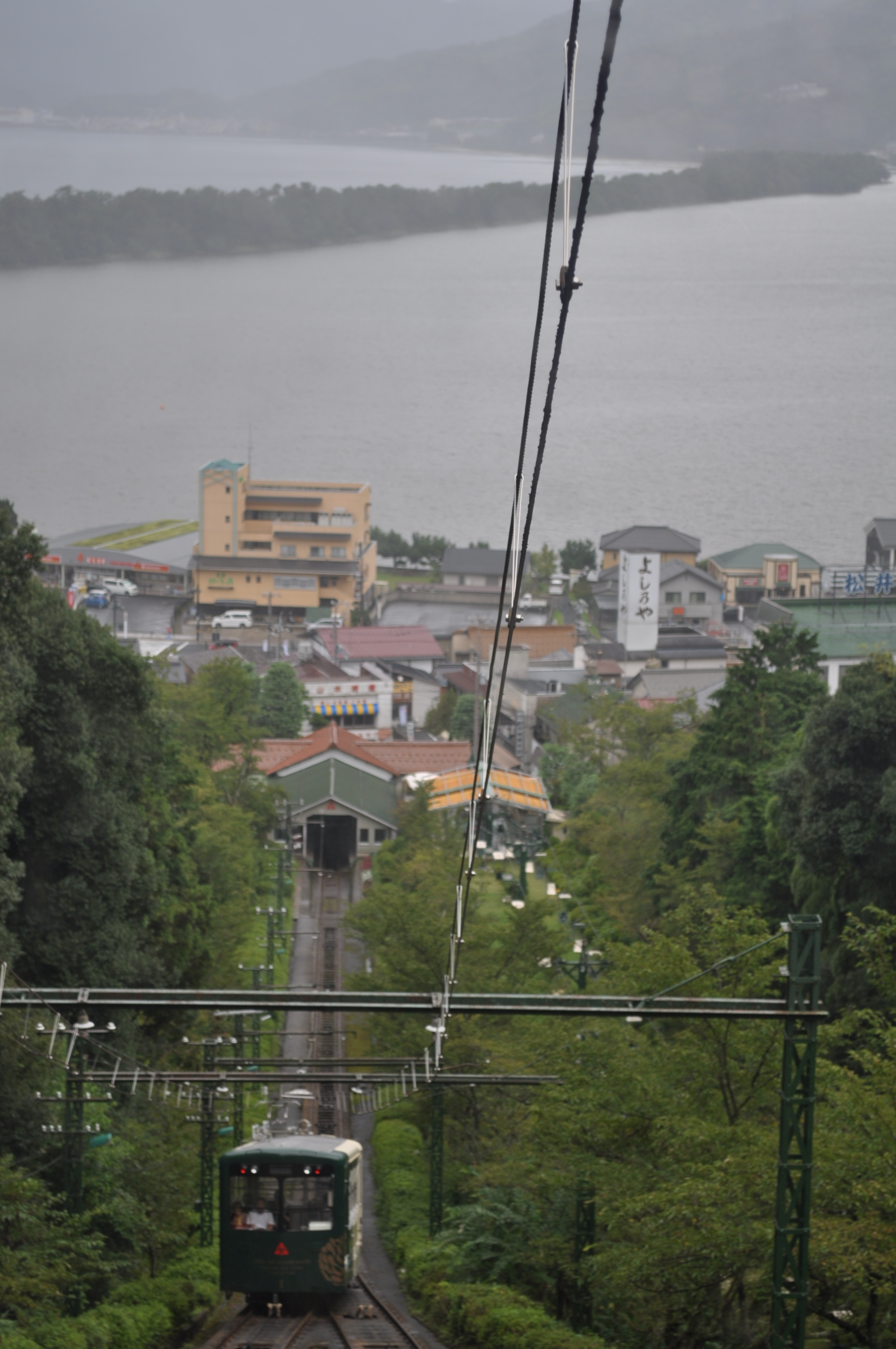
Veduta di Amanohashidate da metà strada
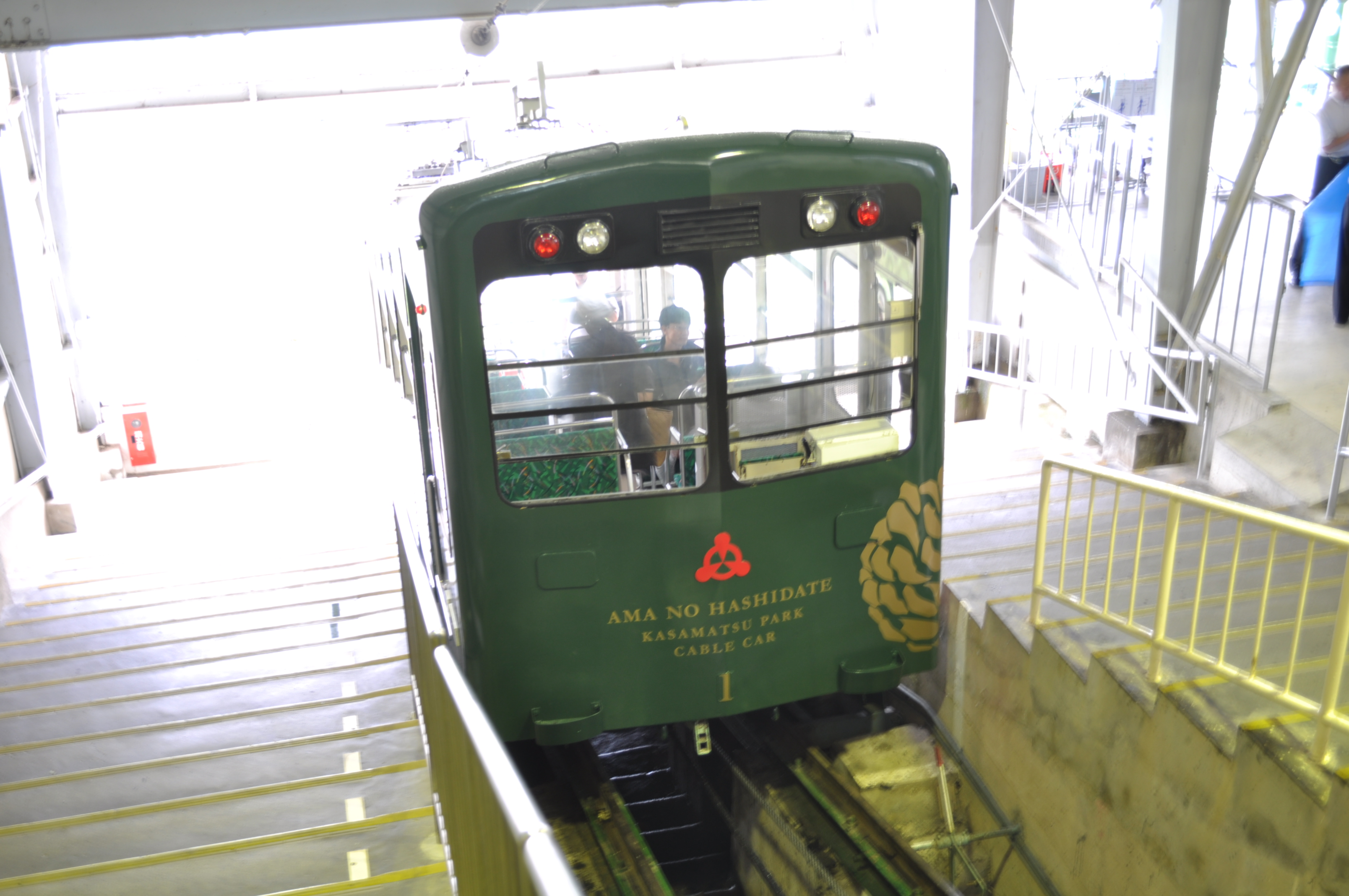
Funicolare alla stazione di Kasamatsu
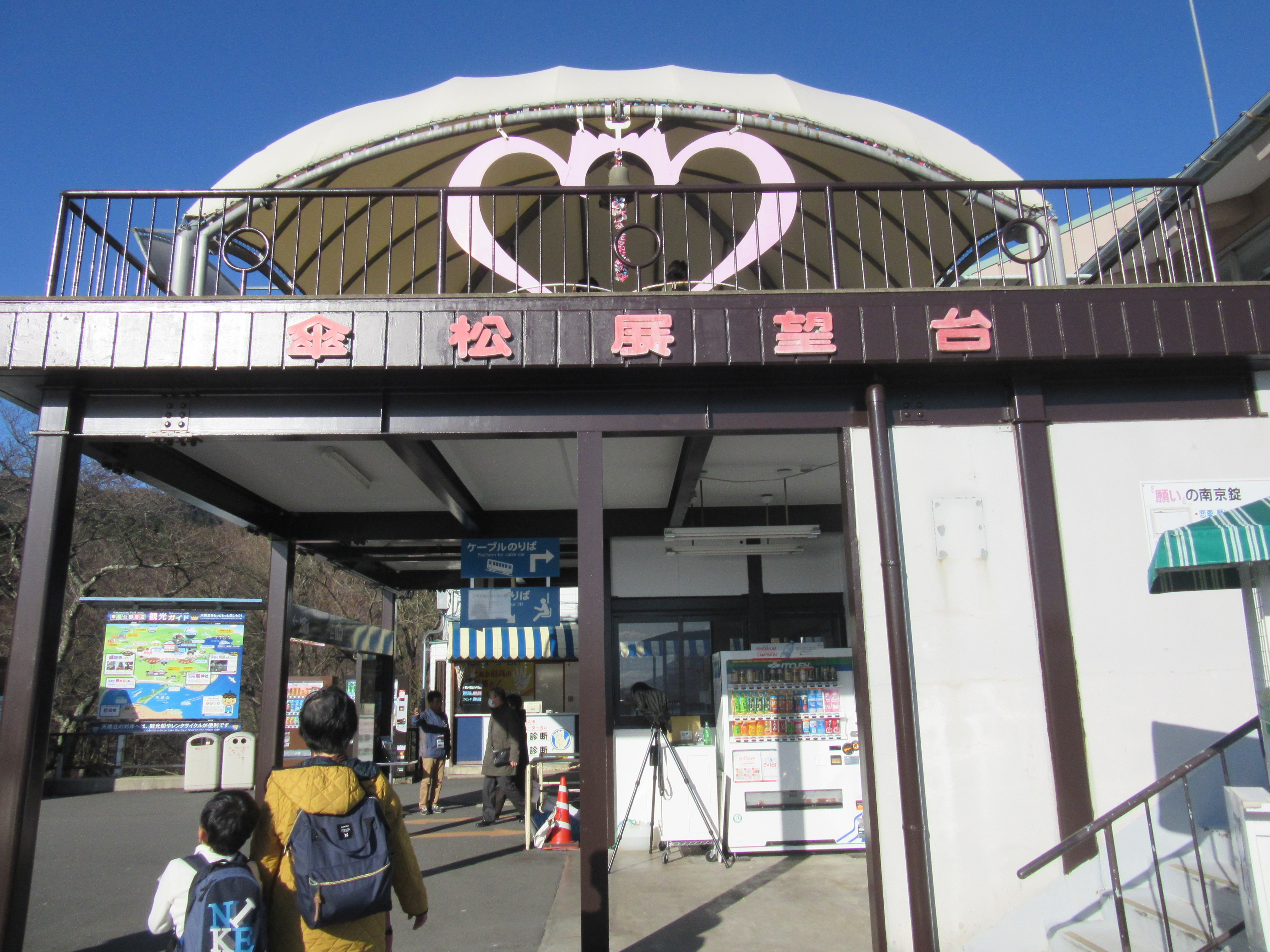
Stazione di Kasamatsu
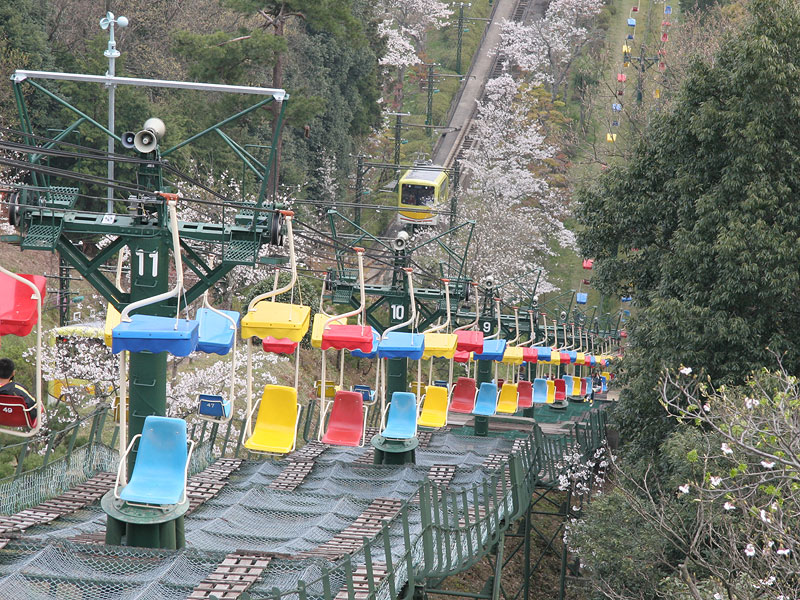
Funivia

## Stazioni
| Stazione  | Nome giapponese | Dist. | Collegamenti                   | Posizione |
| --------- | --------------- | ----- | ------------------------------ | --------- |
| Fuchu     | 府中            | 0     | KTR: Miyatoyo (Amanohashidate) | Miyazu    |
| Kasamatsu | 傘松            | 0,4   |                                | Miyazu    |